# Waldo Ponce
Waldo Alonso Ponce Carrizo (Los Andes, Región de Valparaíso, Chile, 4 de diciembre de 1982) es un exfutbolista chileno jugaba como defensor central. Su último club fue Universidad de Concepción, donde militó hasta mediados de 2017.
Ponce se formó como futbolista en las divisiones inferiores de Unión San Felipe, para luego pasar a formar parte de Universidad de Chile, club con el que debutó profesionalmente en el año 2000. Ha actuado en equipos de diferentes países como Alemania, Argentina, España o México. En su palmarés destacan los títulos de primera división chilena, tanto con Universidad de Chile como con Universidad Católica, así como el Clausura argentino de 2009 con Vélez Sársfield.
Desde noviembre de 2011 no consiguió regularidad en sus equipos debido a una tendinitis en la zona del tobillo izquierdo que le ha significado dos intervenciones quirúrgicas en el tendón de Aquiles, la segunda de ellas motivada por una sobrecarga de trabajo que evitó una buena recuperación de la primera. Tras ésta, Ponce llegó a renunciar a su sueldo en la Universidad de Chile e incluso se especuló con un posible retiro. Tras un breve período de tiempo sin club en 2015 ficha por la Universidad de Concepción.

## Trayectoria
Con 7 años ingresó a la escuela de fútbol Joel Monsalve, donde llamó la atención de los agentes de Unión San Felipe, pasando a formar parte de sus categorías inferiores. En sus inicios, Ponce era delantero, pero debido a su alta estatura, superior a la del promedio de sus compañeros, fue retrasado a la posición de defensa, donde acabaría asentándose. Tras su paso por San Felipe se integró a las cadetes de Universidad de Chile.

### Universidad de Chile
Su debut en primera división llegó en el último partido del torneo nacional de 2000, torneo conquistado por el equipo azul en fechas anteriores. Ese día, un 17 de diciembre, Ponce disputó los noventa minutos del encuentro frente a Unión Española en el estadio Santa Laura, que finalizó con triunfo azul de 1 a 2. El año siguiente, con dieciocho años, es ascendido formalmente al primer equipo, comenzando a ser destacado como el sucesor del recién retirado líbero Ronald Fuentes. Sus actuaciones en campañas posteriores despertaron el interés de clubes europeos, llegando, incluso, a pasar pruebas físicas con el Ajax de Ámsterdam de la Eredivisie, aunque nunca se concretó oficialmente la operación.

### Wolfsburgo
En agosto de 2003 se confirma su cesión al Wolfsburgo alemán, a cambio de €400.000 con opción de compra. Ponce debutó con su nuevo club el 20 de septiembre de ese mismo año, disputando los últimos quince minutos en la victoria por 3 a 2 ante el Colonia, en partido correspondiente a la sexta fecha de la Bundesliga. Reaparecería en el campeonato a principios de diciembre, ingresando en el minuto 79 de un encuentro como local ante el Kaiserslautern, entre medio, sólo había participado en un partido de Copa de Alemania, frente al Bremen en octubre. Tras no conseguir regularidad en el fútbol alemán —sólo participó en cinco partidos de Bundesliga—, ni tampoco hacerse con la confianza de su entrenador, el central regresó a Chile.

### Regreso a Universidad de Chile
El zaguero regresó a Universidad de Chile en agosto de 2004. En 2005 llegó a la Final del Torneo de Clausura. El título ante Universidad Católica se decidió mediante lanzamientos penales. El portero cruzado José María Buljubasich detuvo el lanzamiento de Waldo. El andino y la «U» tuvieron la opción de olvidar la caída ante «La Cato» en el campeonato siguiente: el Torneo de Apertura de 2006. Los azules volvieron a alcanzar la Final pero cayeron ante Colo-Colo.

### Vélez Sársfield
En enero de 2008 fichó por Vélez Sársfield de la primera división argentina. 

«Ponce ha demostrado ser un zaguero con tremendas condiciones futbolísticas, un juego aéreo que sorprende. Además, el hecho de que vista la camiseta de la selección chilena marca la diferencia por su gran nivel»
Álvaro Balestrini, presidente de Vélez en 2008.

El 13 de abril debuta con el cuadro de Liniers en la victoria por 2 a 0 ante San Martín de San Juan, en encuentro disputado en el estadio José Amalfitani por la décima fecha del torneo de clausura. Ponce, que formó parte del once titular, no había podido participar de los primeros partidos del campeonato debido, principalmente, a una lesión muscular. Semanas después, en la decimoséptima fecha frente a Gimnasia, marca su primer gol en canchas argentinas, aunque su anotación, que llegó mediante un cabezazo, no fue suficiente para evitar la derrota de su equipo.
El torneo de apertura 2008 lo comenzó como suplente debido a errores cometidos en partidos amistosos previos, cuando, al tratar de sacar el balón jugado desde atrás provocó pérdidas que acabaron en goles contrarios. De esta forma, el central no participó de los tres primeros partidos del campeonato, regresando a la titularidad recién en la cuarta fecha, en la que anotó el primer gol de su equipo en un encuentro que acabaría con un resultado final de 1 a 3. El regreso de Ponce coincidiría con el primer triunfo del Fortín en el torneo. El andino se mantendría como titular en los cinco partidos siguientes, siendo elogiado por la prensa argentina por su faceta como lanzador de tiros libres, sin embargo, una lesión sufrida en un encuentro internacional con Chile frenó esta progresión, teniendo que permanecer un mes fuera de las canchas. Finalizaría el torneo con un registro de ocho partidos disputados.
El 5 de julio de 2009 se proclama campeón del torneo de clausura con el triunfo por la mínima de su equipo ante Huracán, en el estadio José Amalfitani del barrio de Liniers. Ponce, que no estuvo en cancha debido a problemas físicos, participó de cinco partidos a lo largo de esa campaña.
Durante el apertura de ese mismo año marcó un doblete frente a Tigre, en partido correspondiente a la decimosexta fecha del campeonato.

### Universidad Católica
En enero de 2010, el Real Zaragoza de la primera división española manifestó su interés de hacerse con los servicios del chileno, ofreciendo US$200 mil a la institución argentina, un monto que pretendía pagar en dos cuotas. Sin embargo, esta forma de pago no sería aceptada por el club de Liniers por lo que la operación no llegó a concretarse.
Finalmente, el equipo chileno O'Higgins adquirió el 50% del pase del central, cediéndolo a Universidad Católica para disputar Copa Libertadores con el fin de sumar minutos de cara a la Copa del Mundo de Sudáfrica 2010, en lo que habría sido una petición expresa del futbolista, según informaron algunos medios de comunicación. Su debut con el elenco cruzado se produce el 17 de febrero de ese año, precisamente ante O'Higgins.

### Racing de Santander
El 31 de agosto de 2010 se confirma su cesión por un año al Racing de Santander de la primera división española, en una operación cifrada en €400 mil. Ponce tardó en encontrar un club con el cual disputar el segundo semestre de 2010 —el acuerdo con el Racing se concretó a sólo horas del cierre del mercado de pases—, por lo que no pudo realizar una pretemporada adecuada, lo que según la prensa le «pasó la cuenta» al momento de incorporarse a la disciplina del equipo montañés. El chileno disputaría sólo dos partidos oficiales en la liga española, siendo criticado por los medios españoles por su estatismo.

### Cruz Azul

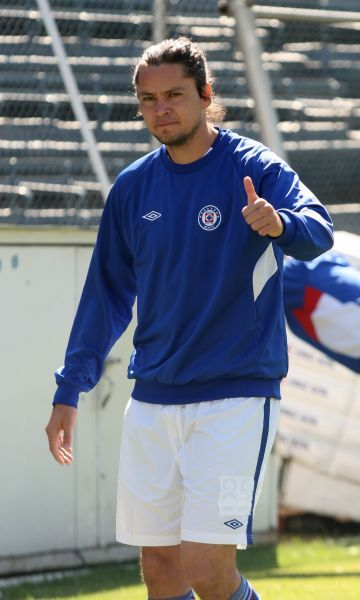
Ponce durante su etapa en México, donde declaró haberse vuelto a sentir importante.

El 29 de diciembre de ese año se oficializa su traspaso al Cruz Azul de México. Debuta el 8 de enero de 2011 ante Estudiantes Tecos en la primera fecha del torneo de clausura, ingresando en el segundo tiempo en reemplazo de Rogelio Chávez.
El 6 de abril participa en el partido de vuelta de semifinales de la Concacaf Liga de Campeones, siendo expulsado en el segundo tiempo por un penal que significó el empate del elenco contrario. La Máquina Cementera sería eliminada por un marcador global de 3 a 2. Tres días después, el chileno anota su primer gol en el fútbol mexicano, en la trigésima fecha del clausura ante Morelia, manteniéndose como titular asiduo de un equipo que alcanzó las semifinales del campeonato. En la semifinal de vuelta, el chileno se vería envuelto en una pelea gatillada por la entrada de un aficionado al final del partido. Primero, Ponce trató de alejar del centro de la polémica al señalado hincha, pero luego sería agredido por un funcionario del club contrario, dando lugar a otro foco de pelea entre ambos equipos.

### Segundo regreso a Universidad de Chile
En julio de 2012 regresa a Universidad de Chile en calidad de cedido. Ponce se encontraba en proceso de recuperación tras haberse sometido a una recomposición del tendón de Aquiles en el Hospital Quirón de Barcelona, a fines de febrero de ese año.
Debutó con el elenco universitario el 11 de septiembre ante Santiago Morning por Copa Chile, encuentro que en el que lució capitanía, pero del que sólo disputó el primer tiempo. En los días posteriores se conoció que la recuperación no estaba siendo efectiva, pero el entonces cuerpo técnico del equipo insistió en apurarla pese a las evidentes molestias físicas, lo que finalmente acabaría en una sobrecarga de trabajo que envió al central nuevamente al quirófano. Esta segunda operación lo mantuvo por casi dos años fuera de las canchas, reapareciendo el 20 de agosto de 2014 ante Magallanes, nuevamente en partido válido por Copa Chile.
El 22 de marzo de 2015 vuelve a disputar un encuentro en el campeonato local, ingresando en reemplazo de Benjamín Vidal ante Palestino. Su última aparición con el elenco universitario en el torneo doméstico había sido en 2007.

### Universidad de Concepción
Luego de quedar libre con el cuadro azul se incorpora a la Universidad de Concepción por una temporada.

## Selección nacional

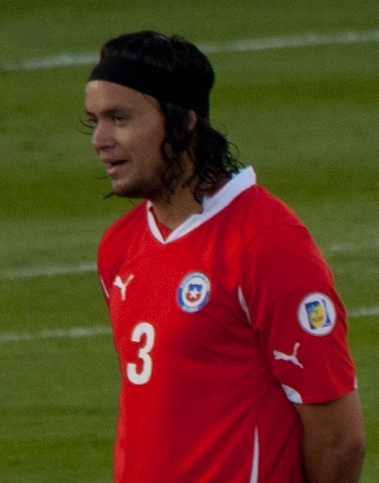
Ponce con la Selección Chilena en 2011.

Ha sido internacional con la Selección de fútbol de Chile en 42 ocasiones. Waldo fue nominado por primera vez a la selección adulta por el DT César Vaccia en diciembre de 2002 para una gira en España, pero Waldo no logró debutar. Waldo posteriormente en septiembre y octubre de 2005 fue nominado por el entonces DT Nelson Acosta para los 3 últimos partidos por las Clasificatorias para Alemania 2006 frente a Brasil, Colombia y Ecuador; sin embargo no disputó ninguno de esos encuentros y dicho proceso terminó con la selección sin clasificar al Mundial de Alemania 2006. Waldo finalmente debutó por la selección el 27 de abril de 2006, jugando en la victoria por 1-0 sobre Nueva Zelanda. Durante el año siguió participando en amistosos, entre ellos la Copa del Pacífico, que se la llevó Chile, ganando 3-2 en Viña del Mar, y volviendo a ganar 1-0 en Tacna al seleccionado de Perú, jugando solamente este último partido; y también en un amistoso contra Paraguay en noviembre donde anotó uno de los 3 goles con los que Chile ganó 3-2, siendo su gol de tiro libre.
No fue citado a la Copa América de 2007 por la selección de Chile dado que tenía una grave lesión sufrida en abril del mismo año.
En las Clasificatorias para Sudáfrica 2010 fue nominado por el argentino Marcelo Bielsa, durante gran parte del proceso clasificatorio, donde anotó 1 gol (contra Colombia de visitante) en el triunfo por 2-4 que le dio la clasificación a Chile para participar en el Mundial de Sudáfrica 2010. Waldo jugó 13 partidos en la clasificatoria, siendo el líbero recurrente de la selección.
Durante la Copa Mundial de Fútbol de 2010, Waldo participó en 3 de los 4 partidos que disputó su selección, y fue considerado parte de "el equipo ideal de la fecha", junto a sus compatriotas Gary Medel y Carlos Carmona. Su selección llegó a octavos de final, donde fueron eliminados tras perder 3-0 con Brasil, partido que Ponce no pudo jugar debido a acumulación de tarjetas amarillas.
Tras este último torneo, Marcelo Bielsa dejó el banco de Chile, y en su lugar asumió su compatriota, Claudio Borghi. En uno de los partidos amistosos previos a la Copa América 2011 contra Estonia el 19 de junio de 2011, anotó el segundo gol de Chile en la goleada 4-0.
Posteriormente sería nominado para disputar la Copa América 2011 con sede en Argentina. Chile solo alcanzó los cuartos de final, siendo eliminados por Venezuela y Waldo fue uno de los destacados en el equipo chileno junto a jugadores como Alexis Sánchez y Jorge Valdivia, entre otros. El defensa central tuvo importancia en el gol que le dio el triunfo a Chile en la última jornada de la fase de grupos ante Perú y en el torneo, jugó los 4 partidos disputados.
Más tarde en octubre, Waldo fue nominado para participar de los 4 primeros partidos de las Clasificatorias a Brasil 2014. Tras la derrota por 1-4 frente a Argentina, en la segunda jornada anotó el primer gol de Chile ante Perú cuando todavía no se cumplían 2 minutos de juego, partido ganado por 4-2. Ponce también jugó frente a Uruguay y Paraguay en la derrota por 4-0 y victoria por 2-0 respectivamente. En esos partidos, Ponce jugó lesionado, y ante Paraguay sufrió la rotura del tendón de Aquiles, siendo el motivo del cual no formó nunca más parte de la selección nacional actualmente debido a que aún no se recuperaba completamente.

### Participaciones en Copas del Mundo
| Mundial                        | Sede      | Resultado        | PJ |
| ------------------------------ | --------- | ---------------- | -- |
| Copa Mundial de Fútbol de 2010 | Sudáfrica | Octavos de final | 3  |

### Participaciones en Copa América
| Torneo            | Sede      | Resultado        | PJ | Goles |
| ----------------- | --------- | ---------------- | -- | ----- |
| Copa América 2011 | Argentina | Cuartos de final | 4  | 0     |

### Participaciones en Clasificatorias a Copas del Mundo
| Eliminatorias                    | País      | Resultado   | Posición | PJ | Goles |
| -------------------------------- | --------- | ----------- | -------- | -- | ----- |
| Clasificatorias a Alemania 2006  | Alemania  | Eliminado   | 7.º      | 0  | 0     |
| Clasificatorias a Sudáfrica 2010 | Sudáfrica | Clasificado | 2.º      | 13 | 1     |
| Clasificatorias a Brasil 2014    | Brasil    | Clasificado | 3.º      | 4  | 1     |

### Partidos internacionales
Actualizado hasta el 15 de noviembre de 2011.
| \| 1 \| 27 de abril de 2006 \| Estadio Municipal Nicolás Chahuán Nazar, La Calera, Chile \| Chile \| 1-0 \| Nueva Zelanda \| \| Amistoso \| \| \| \| 2 \| 11 de octubre de 2006 \| Estadio Jorge Basadre, Tacna, Perú \| Perú \| 0-1 \| Chile \| \| Copa del Pacífico 2006 \| \| \| \| 3 \| 15 de noviembre de 2006 \| Estadio Sausalito, Viña del Mar, Chile \| Chile \| 3-2 \| Paraguay \| \| Amistoso \| \| \| \| 4 \| 28 de marzo de 2007 \| Estadio Fiscal, Talca, Chile \| Chile \| 1-1 \| Costa Rica \| \| Amistoso \| \| \| \| 5 \| 11 de septiembre de 2007 \| Estadio Ernst Happel, Viena, Austria \| Austria \| 0-2 \| Chile \| \| Amistoso \| \| \| \| 6 \| 13 de octubre de 2007 \| Estadio Monumental, Buenos Aires, Argentina \| Argentina \| 2-0 \| Chile \| \| Clasificatorias a Sudáfrica 2010 \| \| \| \| 7 \| 17 de octubre de 2007 \| Estadio Nacional Julio Martínez Prádanos, Santiago, Chile \| Chile \| 2-0 \| Perú \| \| Clasificatorias a Sudáfrica 2010 \| \| \| \| 8 \| 18 de noviembre de 2007 \| Estadio Centenario, Montevideo, Uruguay \| Uruguay \| 2-2 \| Chile \| \| Clasificatorias a Sudáfrica 2010 \| \| \| \| 9 \| 21 de noviembre de 2007 \| Estadio Nacional Julio Martínez Prádanos, Santiago, Chile \| Chile \| 0-3 \| Paraguay \| \| Clasificatorias a Sudáfrica 2010 \| \| \| \| 10 \| 26 de marzo de 2008 \| Ramat Gan Stadium, Ramat Gan, Israel \| Israel \| 1-0 \| Chile \| \| Amistoso \| \| \| \| 11 \| 4 de junio de 2008 \| Estadio El Teniente, Rancagua, Chile \| Chile \| 2-0 \| Guatemala \| \| Amistoso \| \| \| \| 12 \| 7 de junio de 2008 \| Estadio Elías Figueroa Brander, Valparaíso, Chile \| Chile \| 0-0 \| Panamá \| \| Amistoso \| \| \| \| 13 \| 19 de junio de 2008 \| Estadio Olímpico Gral. José Antonio Anzoátegui, Puerto La Cruz, Venezuela \| Venezuela \| 2-3 \| Chile \| \| Clasificatorias a Sudáfrica 2010 \| \| \| \| 14 \| 15 de octubre de 2008 \| Estadio Nacional Julio Martínez Prádanos, Santiago, Chile \| Chile \| 1-0 \| Argentina \| \| Clasificatorias a Sudáfrica 2010 \| \| \| \| 15 \| 19 de noviembre de 2008 \| Estadio El Madrigal, Villarreal, España \| España \| 3-0 \| Chile \| \| Amistoso \| \| \| \| 16 \| 11 de febrero de 2009 \| Estadio Peter Mokaba, Polokwane, Sudáfrica \| Sudáfrica \| 0-2 \| Chile \| \| Amistoso \| \| \| \| 17 \| 29 de marzo de 2009 \| Estadio Monumental, Lima, Perú \| Perú \| 1-3 \| Chile \| \| Clasificatorias a Sudáfrica 2010 \| \| \| \| 18 \| 1 de abril de 2009 \| Estadio Nacional Julio Martínez Prádanos, Santiago, Chile \| Chile \| 0-0 \| Uruguay \| \| Clasificatorias a Sudáfrica 2010 \| \| \| \| 19 \| 6 de junio de 2009 \| Estadio Defensores del Chaco, Asunción, Paraguay \| Paraguay \| 0-2 \| Chile \| \| Clasificatorias a Sudáfrica 2010 \| \| \| \| 20 \| 10 de junio de 2009 \| Estadio Nacional Julio Martínez Prádanos, Santiago, Chile \| Chile \| 4-0 \| Bolivia \| \| Clasificatorias a Sudáfrica 2010 \| \| \| \| 21 \| 10 de septiembre de 2009 \| Estadio Roberto Santos, Salvador de Bahía, Brasil \| Brasil \| 4-2 \| Chile \| \| Clasificatorias a Sudáfrica 2010 \| \| \| \| 22 \| 10 de octubre de 2009 \| Estadio Atanasio Girardot, Medellín, Colombia \| Colombia \| 2-4 \| Chile \| \| Clasificatorias a Sudáfrica 2010 \| \| \| \| 23 \| 14 de octubre de 2009 \| Estadio Monumental, Santiago, Chile \| Chile \| 1-0 \| Ecuador \| \| Clasificatorias a Sudáfrica 2010 \| \| \| \| 24 \| 12 de mayo de 2010 \| Estadio Azteca, Ciudad de México, México \| México \| 1-0 \| Chile \| \| Amistoso \| \| \| \| 25 \| 31 de mayo de 2010 \| Estadio Municipal "Alcaldesa Ester Roa Rebolledo", Concepción, Chile \| Chile \| 3-0 \| Israel \| \| Amistoso \| \| \| \| 26 \| 16 de junio de 2010 \| Estadio Mbombela, Nelspruit, Sudáfrica \| Chile \| 1-0 \| Honduras \| \| Copa Mundial de Fútbol 2010 \| \| \| \| 27 \| 21 de junio de 2010 \| Nelson Mandela Bay Stadium, Port Elizabeth, Sudáfrica \| Chile \| 1-0 \| Suiza \| \| Copa Mundial de Fútbol 2010 \| \| \| \| 28 \| 25 de junio de 2010 \| Estadio Loftus Versfeld, Pretoria, Sudáfrica \| Chile \| 1-2 \| España \| \| Copa Mundial de Fútbol 2010 \| \| \| \| 29 \| 17 de noviembre de 2010 \| Estadio Monumental, Santiago, Chile \| Chile \| 2-0 \| Uruguay \| \| Amistoso \| \| \| \| 30 \| 26 de marzo de 2011 \| Estadio Municipal de Leiria, Leiría, Portugal \| Portugal \| 1-1 \| Chile \| \| Amistoso \| \| \| \| 31 \| 29 de marzo de 2011 \| Kyocera Stadion, La Haya, Holanda \| Chile \| 2-0 \| Colombia \| \| Amistoso \| \| \| \| 32 \| 19 de junio de 2011 \| Estadio Monumental, Santiago, Chile \| Chile \| 4-0 \| Estonia \| \| Amistoso \| \| \| \| 33 \| 23 de junio de 2011 \| Estadio Defensores del Chaco, Asunción, Paraguay \| Paraguay \| 0-0 \| Chile \| \| Amistoso \| \| \| \| 34 \| 4 de julio de 2011 \| Estadio San Juan del Bicentenario, San Juan, Argentina \| Chile \| 2-1 \| México \| \| Copa América 2011 \| \| \| \| 35 \| 8 de julio de 2011 \| Estadio Malvinas Argentinas, Mendoza, Argentina \| Chile \| 1-1 \| Uruguay \| \| Copa América 2011 \| \| \| \| 36 \| 12 de julio de 2011 \| Estadio Malvinas Argentinas, Mendoza, Argentina \| Chile \| 1-0 \| Perú \| \| Copa América 2011 \| \| \| \| 37 \| 17 de julio de 2011 \| Estadio San Juan del Bicentenario, San Juan, Argentina \| Chile \| 1-2 \| Venezuela \| \| Copa América 2011 \| \| \| \| 38 \| 10 de agosto de 2011 \| Stade de la Mosson, Montpellier, Francia \| Francia \| 1-1 \| Chile \| \| Amistoso \| \| \| \| 39 \| 7 de octubre de 2011 \| Estadio Monumental, Buenos Aires, Argentina \| Argentina \| 4-1 \| Chile \| \| Clasificatorias a Brasil 2014 \| \| \| \| 40 \| 11 de octubre de 2011 \| Estadio Monumental, Santiago, Chile \| Chile \| 4-2 \| Perú \| \| Clasificatorias a Brasil 2014 \| \| \| \| 41 \| 11 de noviembre de 2011 \| Estadio Centenario, Montevideo, Uruguay \| Uruguay \| 4-0 \| Chile \| \| Clasificatorias a Brasil 2014 \| \| \| \| 42 \| 15 de noviembre de 2011 \| Estadio Nacional Julio Martínez Prádanos, Santiago, Chile \| Chile \| 2-0 \| Paraguay \| \| Clasificatorias a Brasil 2014 \| \| \| \| Total \| Total \| Total \| Presencias \| 42 \| Goles \| 4 \| \| \| \| |                          |                                                                           |            |           |               |       |                                  |  |  |
| N.º | Fecha                    | Estadio                                                                   | Local      | Resultado | Visitante     | Goles | Competición                      |  |  |
| 1 | 27 de abril de 2006      | Estadio Municipal Nicolás Chahuán Nazar, La Calera, Chile                 | Chile      | 1-0       | Nueva Zelanda |       | Amistoso                         |  |  |
| 2 | 11 de octubre de 2006    | Estadio Jorge Basadre, Tacna, Perú                                        | Perú       | 0-1       | Chile         |       | Copa del Pacífico 2006           |  |  |
| 3 | 15 de noviembre de 2006  | Estadio Sausalito, Viña del Mar, Chile                                    | Chile      | 3-2       | Paraguay      |       | Amistoso                         |  |  |
| 4 | 28 de marzo de 2007      | Estadio Fiscal, Talca, Chile                                              | Chile      | 1-1       | Costa Rica    |       | Amistoso                         |  |  |
| 5 | 11 de septiembre de 2007 | Estadio Ernst Happel, Viena, Austria                                      | Austria    | 0-2       | Chile         |       | Amistoso                         |  |  |
| 6 | 13 de octubre de 2007    | Estadio Monumental, Buenos Aires, Argentina                               | Argentina  | 2-0       | Chile         |       | Clasificatorias a Sudáfrica 2010 |  |  |
| 7 | 17 de octubre de 2007    | Estadio Nacional Julio Martínez Prádanos, Santiago, Chile                 | Chile      | 2-0       | Perú          |       | Clasificatorias a Sudáfrica 2010 |  |  |
| 8 | 18 de noviembre de 2007  | Estadio Centenario, Montevideo, Uruguay                                   | Uruguay    | 2-2       | Chile         |       | Clasificatorias a Sudáfrica 2010 |  |  |
| 9 | 21 de noviembre de 2007  | Estadio Nacional Julio Martínez Prádanos, Santiago, Chile                 | Chile      | 0-3       | Paraguay      |       | Clasificatorias a Sudáfrica 2010 |  |  |
| 10 | 26 de marzo de 2008      | Ramat Gan Stadium, Ramat Gan, Israel                                      | Israel     | 1-0       | Chile         |       | Amistoso                         |  |  |
| 11 | 4 de junio de 2008       | Estadio El Teniente, Rancagua, Chile                                      | Chile      | 2-0       | Guatemala     |       | Amistoso                         |  |  |
| 12 | 7 de junio de 2008       | Estadio Elías Figueroa Brander, Valparaíso, Chile                         | Chile      | 0-0       | Panamá        |       | Amistoso                         |  |  |
| 13 | 19 de junio de 2008      | Estadio Olímpico Gral. José Antonio Anzoátegui, Puerto La Cruz, Venezuela | Venezuela  | 2-3       | Chile         |       | Clasificatorias a Sudáfrica 2010 |  |  |
| 14 | 15 de octubre de 2008    | Estadio Nacional Julio Martínez Prádanos, Santiago, Chile                 | Chile      | 1-0       | Argentina     |       | Clasificatorias a Sudáfrica 2010 |  |  |
| 15 | 19 de noviembre de 2008  | Estadio El Madrigal, Villarreal, España                                   | España     | 3-0       | Chile         |       | Amistoso                         |  |  |
| 16 | 11 de febrero de 2009    | Estadio Peter Mokaba, Polokwane, Sudáfrica                                | Sudáfrica  | 0-2       | Chile         |       | Amistoso                         |  |  |
| 17 | 29 de marzo de 2009      | Estadio Monumental, Lima, Perú                                            | Perú       | 1-3       | Chile         |       | Clasificatorias a Sudáfrica 2010 |  |  |
| 18 | 1 de abril de 2009       | Estadio Nacional Julio Martínez Prádanos, Santiago, Chile                 | Chile      | 0-0       | Uruguay       |       | Clasificatorias a Sudáfrica 2010 |  |  |
| 19 | 6 de junio de 2009       | Estadio Defensores del Chaco, Asunción, Paraguay                          | Paraguay   | 0-2       | Chile         |       | Clasificatorias a Sudáfrica 2010 |  |  |
| 20 | 10 de junio de 2009      | Estadio Nacional Julio Martínez Prádanos, Santiago, Chile                 | Chile      | 4-0       | Bolivia       |       | Clasificatorias a Sudáfrica 2010 |  |  |
| 21 | 10 de septiembre de 2009 | Estadio Roberto Santos, Salvador de Bahía, Brasil                         | Brasil     | 4-2       | Chile         |       | Clasificatorias a Sudáfrica 2010 |  |  |
| 22 | 10 de octubre de 2009    | Estadio Atanasio Girardot, Medellín, Colombia                             | Colombia   | 2-4       | Chile         |       | Clasificatorias a Sudáfrica 2010 |  |  |
| 23 | 14 de octubre de 2009    | Estadio Monumental, Santiago, Chile                                       | Chile      | 1-0       | Ecuador       |       | Clasificatorias a Sudáfrica 2010 |  |  |
| 24 | 12 de mayo de 2010       | Estadio Azteca, Ciudad de México, México                                  | México     | 1-0       | Chile         |       | Amistoso                         |  |  |
| 25 | 31 de mayo de 2010       | Estadio Municipal "Alcaldesa Ester Roa Rebolledo", Concepción, Chile      | Chile      | 3-0       | Israel        |       | Amistoso                         |  |  |
| 26 | 16 de junio de 2010      | Estadio Mbombela, Nelspruit, Sudáfrica                                    | Chile      | 1-0       | Honduras      |       | Copa Mundial de Fútbol 2010      |  |  |
| 27 | 21 de junio de 2010      | Nelson Mandela Bay Stadium, Port Elizabeth, Sudáfrica                     | Chile      | 1-0       | Suiza         |       | Copa Mundial de Fútbol 2010      |  |  |
| 28 | 25 de junio de 2010      | Estadio Loftus Versfeld, Pretoria, Sudáfrica                              | Chile      | 1-2       | España        |       | Copa Mundial de Fútbol 2010      |  |  |
| 29 | 17 de noviembre de 2010  | Estadio Monumental, Santiago, Chile                                       | Chile      | 2-0       | Uruguay       |       | Amistoso                         |  |  |
| 30 | 26 de marzo de 2011      | Estadio Municipal de Leiria, Leiría, Portugal                             | Portugal   | 1-1       | Chile         |       | Amistoso                         |  |  |
| 31 | 29 de marzo de 2011      | Kyocera Stadion, La Haya, Holanda                                         | Chile      | 2-0       | Colombia      |       | Amistoso                         |  |  |
| 32 | 19 de junio de 2011      | Estadio Monumental, Santiago, Chile                                       | Chile      | 4-0       | Estonia       |       | Amistoso                         |  |  |
| 33 | 23 de junio de 2011      | Estadio Defensores del Chaco, Asunción, Paraguay                          | Paraguay   | 0-0       | Chile         |       | Amistoso                         |  |  |
| 34 | 4 de julio de 2011       | Estadio San Juan del Bicentenario, San Juan, Argentina                    | Chile      | 2-1       | México        |       | Copa América 2011                |  |  |
| 35 | 8 de julio de 2011       | Estadio Malvinas Argentinas, Mendoza, Argentina                           | Chile      | 1-1       | Uruguay       |       | Copa América 2011                |  |  |
| 36 | 12 de julio de 2011      | Estadio Malvinas Argentinas, Mendoza, Argentina                           | Chile      | 1-0       | Perú          |       | Copa América 2011                |  |  |
| 37 | 17 de julio de 2011      | Estadio San Juan del Bicentenario, San Juan, Argentina                    | Chile      | 1-2       | Venezuela     |       | Copa América 2011                |  |  |
| 38 | 10 de agosto de 2011     | Stade de la Mosson, Montpellier, Francia                                  | Francia    | 1-1       | Chile         |       | Amistoso                         |  |  |
| 39 | 7 de octubre de 2011     | Estadio Monumental, Buenos Aires, Argentina                               | Argentina  | 4-1       | Chile         |       | Clasificatorias a Brasil 2014    |  |  |
| 40 | 11 de octubre de 2011    | Estadio Monumental, Santiago, Chile                                       | Chile      | 4-2       | Perú          |       | Clasificatorias a Brasil 2014    |  |  |
| 41 | 11 de noviembre de 2011  | Estadio Centenario, Montevideo, Uruguay                                   | Uruguay    | 4-0       | Chile         |       | Clasificatorias a Brasil 2014    |  |  |
| 42 | 15 de noviembre de 2011  | Estadio Nacional Julio Martínez Prádanos, Santiago, Chile                 | Chile      | 2-0       | Paraguay      |       | Clasificatorias a Brasil 2014    |  |  |
| Total | Total                    | Total                                                                     | Presencias | 42        | Goles         | 4     |                                  |  |  |

| Selección chilena | Selección chilena | Selección chilena |
| Año               | Partidos          | Goles             |
| ----------------- | ----------------- | ----------------- |
| 2006              | 3                 | 1                 |
| 2007              | 6                 | 0                 |
| 2008              | 6                 | 0                 |
| 2009              | 8                 | 1                 |
| 2010              | 6                 | 0                 |
| 2011              | 13                | 2                 |
| Total             | 42                | 4                 |

## Estadísticas
| Club                         | Div.                | Temporada           | Liga  | Liga  | Copas nacionales | Copas nacionales | Torneos internacionales | Torneos internacionales | Total | Total | Media goleadora |
| Club                         | Div.                | Temporada           | Part. | Goles | Part.            | Goles            | Part.                   | Goles                   | Part. | Goles | Media goleadora |
| ---------------------------- | ------------------- | ------------------- | ----- | ----- | ---------------- | ---------------- | ----------------------- | ----------------------- | ----- | ----- | --------------- |
| Universidad de Chile · Chile | 1.ª                 | 2000                | 1     | 0     | —                | —                | -                       | -                       | 1     | 0     | 0.00            |
| Universidad de Chile · Chile | 1.ª                 | 2001                | 5     | 0     | —                | —                | -                       | -                       | 5     | 0     | 0.00            |
| Universidad de Chile · Chile | 1.ª                 | 2002                | 25    | 1     | —                | —                | —                       | —                       | 25    | 1     | 0.04            |
| Universidad de Chile · Chile | 1.ª                 | 2003                | 18    | 0     | —                | —                | —                       | —                       | 18    | 0     | 0.00            |
| VfL Wolfsburgo · Alemania    | 1.ª                 | 2003-04             | 5     | 0     | 1                | 0                | —                       | —                       | 6     | 0     | 0.00            |
| VfL Wolfsburgo · Alemania    | Total               | Total               | 5     | 0     | 1                | 0                | 0                       | 0                       | 6     | 0     | 0.00            |
| Universidad de Chile · Chile | 1.ª                 | 2004                | 14    | 1     | —                | —                | —                       | —                       | 14    | 1     | 0.07            |
| Universidad de Chile · Chile | 1.ª                 | 2005                | 23    | 4     | 4                | 1                | 9                       | 1                       | 36    | 6     | 0.17            |
| Universidad de Chile · Chile | 1.ª                 | 2006                | 26    | 0     | —                | —                | —                       | —                       | 26    | 0     | 0.00            |
| Universidad de Chile · Chile | 1.ª                 | 2007                | 19    | 0     | —                | —                | —                       | —                       | 19    | 0     | 0.00            |
| Vélez Sarsfield Argentina    | 1.ª                 | 2008                | 5     | 1     | —                | —                | -                       | -                       | 5     | 1     | 0.2             |
| Vélez Sarsfield Argentina    | 1.ª                 | 2008-09             | 13    | 1     | 1                | 0                | —                       | —                       | 14    | 1     | 0.08            |
| Vélez Sarsfield Argentina    | 1.ª                 | 2009                | 9     | 2     | —                | —                | 4                       | 0                       | 13    | 2     | 0.15            |
| Vélez Sarsfield Argentina    | Total               | Total               | 27    | 4     | 1                | 0                | 4                       | 0                       | 32    | 4     | 0.14            |
| Universidad Católica · Chile | 1.ª                 | 2010                | 8     | 0     | —                | —                | 5                       | 0                       | 13    | 0     | 0.00            |
| Universidad Católica · Chile | Total               | Total               | 8     | 0     | 0                | 0                | 5                       | 0                       | 13    | 0     | 0.00            |
| Racing de Santander · España | 1.ª                 | 2010                | 2     | 0     | 2                | 0                | —                       | —                       | 4     | 0     | 0.00            |
| Racing de Santander · España | Total               | Total               | 2     | 0     | 2                | 0                | 0                       | 0                       | 4     | 0     | 0.00            |
| Cruz Azul · México           | 1.ª                 | 2011                | 31    | 1     | —                | —                | 3                       | 0                       | 34    | 1     | 0.03            |
| Cruz Azul · México           | Total club          | Total club          | 31    | 1     | 0                | 0                | 3                       | 0                       | 34    | 1     | 0.03            |
| Universidad de Chile · Chile | 1.ª                 | 2012                | —     | —     | 1                | 0                | —                       | —                       | 1     | 0     | 0.00            |
| Universidad de Chile · Chile | 1.ª                 | 2013                | —     | —     | —                | —                | —                       | —                       | 0     | 0     | 0.00            |
| Universidad de Chile · Chile | 1.ª                 | 2013-14             | 1     | 0     | —                | —                | -                       | -                       | 1     | 0     | 0.00            |
| Universidad de Chile · Chile | 1.ª                 | 2014-15             | 2     | 0     | 1                | 0                | —                       | —                       | 3     | 0     | 0.00            |
| Universidad de Chile · Chile | Total club          | Total club          | 134   | 6     | 6                | 1                | 9                       | 1                       | 149   | 8     | 0.05            |
| U. de Concepción · Chile     | 1.ª                 | 2015-16             | 5     | 1     | 5                | 0                | 1                       | 0                       | 11    | 1     | 0.09            |
| U. de Concepción · Chile     | 1.ª                 | 2016-17             | 5     | 1     | —                | —                | —                       | —                       | 5     | 1     | 0.2             |
| U. de Concepción · Chile     | Total club          | Total club          | 10    | 2     | 5                | 0                | 1                       | 0                       | 16    | 2     | 0.13            |
| Total de su carrera          | Total de su carrera | Total de su carrera | 217   | 13    | 15               | 1                | 22                      | 1                       | 254   | 15    | 0.06            |
| 1. 2. 3.                     |                     |                     |       |       |                  |                  |                         |                         |       |       |                 |

## Palmarés

### Campeonatos nacionales
| Título                        | Club                 | País      | Año     |
| ----------------------------- | -------------------- | --------- | ------- |
| Primera División              | Universidad de Chile | Chile     | 2000    |
| Copa Chile                    | Universidad de Chile | Chile     | 2000    |
| Primera División de Argentina | Vélez Sarsfield      | Argentina | 2009-C  |
| Primera División              | Universidad Católica | Chile     | 2010    |
| Copa Chile                    | Universidad de Chile | Chile     | 2012-13 |
| Primera División              | Universidad de Chile | Chile     | 2014-A  |

### Distinciones individuales
| Distinción           | Año  |
| -------------------- | ---- |
| Medalla Bicentenario | 2010 |